# Zamach w Sanie (2012)
Zamach w Sanie – samobójczy zamach w Sanie.
Zamach miał miejsce 21 maja 2012 się podczas przygotowań do parady wojskowej zorganizowanej z okazji 22. rocznicy zjednoczenia kraju. Wówczas to zamachowiec-samobójca z ugrupowania Ansar asz-Szari’a w przebraniu wojskowego odpalił ładunki wybuchowe, w wyniku czego zginęło 101 żołnierzy, a ponad 300 zostało rannych.

## Tło
Od 2010 w Jemenie toczyły się walki jemeńskiego wojska z rebeliantami Al-Ka’idy. Zamach w Sanie wydarzył się w trzy miesiące po zaprzysiężenia Abd Rabu Mansura Hadiego na stanowisko prezydenta. Zapowiedział on prowadzenie kampanii antyterrorystycznej, gdyż podczas powstania antyprezydenckiego w Jemenie, Al-Kaida przejęła de facto kontrolę nad południową częścią kraju. Hadi wysłał większe oddziały armii, która zadawała ciosy rebeliantom Al-Ka’idy. Tak więc zamach w stolicy był odwetem terrorystów.

## Zamach
Zamachowiec-samobójca w przebraniu wojskowego odpalił ładunki wybuchowe w czasie przygotowań parady wojskowej, w wyniku czego zginęło 101 żołnierzy, a ponad 300 zostało rannych. Eksplozja była tak silna, że w jej wyniku na placu Sabein, który znajduje się w pobliżu pałacu prezydenckiego i zamożnej dzielnicy Sefarat, powstał krater.
Po wybuchu na ziemi leżały porozrzucane fragmenty ciał. Na miejscu zamachu obecni byli jemeński minister obrony i szef sztabu; żadnemu z nich nic się nie stało.
Był to największy zamach w wykonaniu Ansar asz-Szari’a i najbardziej krwawy w historii tego kraju.